# Temporada 1959-60 de los Philadelphia Warriors
La temporada 1959-60 fue la decimocuarta de los Philadelphia Warriors en la NBA. La temporada regular acabó con 49 victorias y 26 derrotas, acabando en el segundo lugar de la División Este, clasificándose para los playoffs, en los que cayeron en las finales de división ante los Boston Celtics.

## Elecciones en elDraft
| Ronda | Puesto | Jugador          | Posición  | Nacionalidad   | Universidad  |
| ----- | ------ | ---------------- | --------- | -------------- | ------------ |
| T     | -      | Wilt Chamberlain | Pívot     | Estados Unidos | Kansas       |
| 2     | 9      | Joe Ruklick      | Ala-Pívot | Estados Unidos | Northwestern |
| 8     | 56     | Dave Gunther     | Alero     | Estados Unidos | Iowa         |

## Temporada regular
| División Este           | División Este | División Este | División Este | División Este | División Este | División Este | División Este | División Este |
| Equipo                  | G             | P             | %             | PD            | Casa          | Fuera         | Neutral       | Div           |
| ----------------------- | ------------- | ------------- | ------------- | ------------- | ------------- | ------------- | ------------- | ------------- |
| x-Boston Celtics        | 59            | 16            | .787          | –             | 25–2          | 24–9          | 10–5          | 28–11         |
| x-Philadelphia Warriors | 49            | 26            | .653          | 10            | 22–6          | 12–19         | 15–1          | 22–17         |
| x-Syracuse Nationals    | 45            | 30            | .600          | 14            | 25–4          | 12–19         | 8–7           | 21–18         |
| New York Knicks         | 27            | 48            | .360          | 32            | 13–18         | 9–19          | 5–11          | 7–32          |

## Playoffs

### Semifinales de División
Philadelphia Warriors vs. Syracuse Nationals
| Fecha       | Partido                                           | Ciudad     |
| ----------- | ------------------------------------------------- | ---------- |
| 11 de marzo | Philadelphia Warriors 115, Syracuse Nationals 92  | Filadelfia |
| 13 de marzo | Syracuse Nationals 125, Philadelphia Warriors 119 | Syracuse   |
| 14 de marzo | Philadelphia Warriors 132, Syracuse Nationals 112 | Filadelfia |
|             | Philadelphia gana las series 2-1                  |            |

### Finales de División
Boston Celtics vs. Philadelphia Warriors
| Fecha       | Partido                                       | Ciudad     |
| ----------- | --------------------------------------------- | ---------- |
| 16 de marzo | Boston Celtics 111, Philadelphia Warriors 105 | Boston     |
| 18 de marzo | Philadelphia Warriors 115, Boston Celtics 110 | Filadelfia |
| 19 de marzo | Boston Celtics 120, Philadelphia Warriors 90  | Boston     |
| 20 de marzo | Philadelphia Warriors 104, Boston Celtics 112 | Filadelfia |
| 22 de marzo | Boston Celtics 107, Philadelphia Warriors 128 | Boston     |
| 24 de marzo | Philadelphia Warriors 117, Boston Celtics 119 | Filadelfia |
|             | Boston gana las series 4-2                    |            |

## Estadísticas
| Rk | Jugador           | Edad | P  | PT | MP   | TC   | TCI  | %TC  | 3P | 3PI | %3P | TL  | TLI  | %TL  | RO | RD | RT   | AS  | RB | TAP | BP | FP  | PTS  |
| 1  | Wilt Chamberlain  | 23   | 72 |    | 46.4 | 14.8 | 32.1 | .461 |    |     |     | 8.0 | 13.8 | .582 |    |    | 27.0 | 2.3 |    |     |    | 2.1 | 37.6 |
| 2  | Paul Arizin       | 31   | 72 |    | 36.4 | 8.2  | 19.4 | .424 |    |     |     | 5.8 | 7.3  | .798 |    |    | 8.6  | 2.3 |    |     |    | 3.7 | 22.3 |
| 3  | Tom Gola          | 27   | 75 |    | 38.3 | 5.7  | 13.1 | .433 |    |     |     | 3.6 | 4.5  | .794 |    |    | 10.4 | 5.5 |    |     |    | 4.1 | 15.0 |
| 4  | Guy Rodgers       | 24   | 68 |    | 36.5 | 5.0  | 12.8 | .389 |    |     |     | 1.6 | 2.7  | .613 |    |    | 5.8  | 7.1 |    |     |    | 2.9 | 11.6 |
| 5  | Woody Sauldsberry | 25   | 71 |    | 26.0 | 4.6  | 13.7 | .334 |    |     |     | 0.8 | 1.5  | .534 |    |    | 6.3  | 1.6 |    |     |    | 2.9 | 9.9  |
| 6  | Andy Johnson      | 27   | 75 |    | 18.9 | 3.3  | 8.6  | .378 |    |     |     | 1.7 | 2.8  | .601 |    |    | 3.8  | 2.0 |    |     |    | 2.6 | 8.2  |
| 7  | Joe Graboski      | 30   | 73 |    | 17.4 | 3.0  | 8.0  | .372 |    |     |     | 1.8 | 2.4  | .753 |    |    | 4.9  | 1.5 |    |     |    | 2.0 | 7.7  |
| 8  | Joe Ruklick       | 21   | 39 |    | 9.8  | 2.2  | 5.5  | .397 |    |     |     | 0.7 | 0.9  | .722 |    |    | 3.5  | 0.6 |    |     |    | 1.8 | 5.0  |
| 9  | Vern Hatton       | 24   | 67 |    | 15.7 | 1.9  | 5.3  | .357 |    |     |     | 0.8 | 1.3  | .609 |    |    | 2.4  | 1.2 |    |     |    | 0.9 | 4.6  |
| 10 | Ernie Beck        | 28   | 66 |    | 12.3 | 1.7  | 4.5  | .388 |    |     |     | 0.4 | 0.5  | .844 |    |    | 1.9  | 1.1 |    |     |    | 1.4 | 3.9  |
| 11 | Guy Sparrow       | 27   | 11 |    | 7.3  | 1.3  | 4.1  | .311 |    |     |     | 0.2 | 0.7  | .250 |    |    | 2.1  | 0.5 |    |     |    | 1.8 | 2.7  |

## Galardones y récords
| Jugador          | Galardón |
| Wilt Chamberlain | MVP de la Temporada de la NBA Mejor quinteto de la NBA MVP del All-Star Game de la NBA Rookie del Año de la NBA |